# サンドラ・スコペトーネ
サンドラ・スコペトーネ（Sandra Scoppettone、1936年6月1日 - ）は、アメリカ合衆国の女性作家である。1984年にジャック・アーリー名義で書いた『芸術的な死体』が、アメリカ私立探偵作家クラブ（PWA）のシェイマス賞を受賞。以降、ローレン・ローラノシリーズをはじめ、多彩な作品を発表している。デビュー時には男性名「ジャック・アーリー」を名乗っていたが、レズビアン探偵のローレン・ローラノシリーズの出版をきっかけに自らがレズビアンである事をカミングアウトし、本名で活動し始めた。

## 作品

### ミステリー
- スキャンダラスな死 Some Unknown Person（1977）
- Sucn Nice People（1980）
- ダニエル・スワン殺人事件 Innocent Bystanders（1983）
- Beautiful Rage（2004）
- This Dame for Hire（2005）
- Too Darn Hot（2006）

### ジャック・アーリー名義
- 芸術的な死体 A Creative Kind of Killer（1984）
- ラザマタズの悲劇 Razzamatazz（1985）
- 9本指の死体 Donato&Daughter（1988）

### 女性探偵ローレン・ローラノシリーズ
- 狂気の愛 Everything You Have Is Mine（1991）
- あなたの知らない私 I'll Be Leaving You Always（1993）
- 愛しの失踪人 My Sweet Untraceable You（1994）
- 潔い死を Let's Face The Music and Die（1996）
- リゾートタウン殺人事件 Gonna Take a Homicidel Journey（1999）

### ヤングアダルト
- Trying Hard to Hear You（1974）
- The Late Great Me（1976）
- Happy Endings Are ALL Alike（1978）
- Long Time Between Kisses（1982）
- プレイングマーダー-死のゲーム Playing Murder（1985）